# Sant Pere (La Vansa i Fórnols)
Sant Pere, również: Sant Pere de la Vansa – miejscowość w Hiszpanii, w Katalonii, w prowincji Lleida, w comarce Alt Urgell, w gminie La Vansa i Fórnols.
Według danych INE w 2020 roku liczyła 1 mieszkańców – 1 mężczyznę. 